# Three Sisters (Pittsburgh)
Die Three Sisters (Drei Schwestern) sind drei fast baugleiche Kettenbrücken über den Allegheny River in Pittsburgh im US-Bundesstaat Pennsylvania.
Sie hatten ursprünglich die Namen der Straßen, die sie überführen, später wurden sie nach berühmten Einwohnern von Pittsburgh benannt:
- Sixth Street Bridge – Roberto Clemente Bridge
- Seventh Street Bridge – Andy Warhol Bridge
- Ninth Street Bridge – Rachel Carson Bridge

Sie wurden vom Allegheny Department of Public Works entworfen und zwischen 1924 und 1928 errichtet. Die Überbauten wurden von der American Bridge Company, die Unterbauten von der Foundation Company ausgeführt.
Es waren die ersten selbstverankerten Hänge- bzw. Kettenbrücken in den Vereinigten Staaten, sie gehören zu den wenigen in den USA noch existierenden Brücken mit Augenstäben anstelle von Ketten und sind wohl das einzige Beispiel dreier größerer, praktisch gleicher Brücken.

## Beschreibung
Die drei Brücken haben etwa 11,5 m breite Fahrbahnen innerhalb der Tragketten und rund 3 m breite Gehwege außerhalb der Ketten, die außerdem durch ca. 1 m hohe Stahlträger von der Fahrbahn getrennt sind.
Bis 2015 hatten die Fahrbahnen vier Fahrspuren. Im Zuge der seitdem vorgenommenen Renovierungen hat man auf der 6th St. Bridge zwei Radwege markiert und den Kfz-Verkehr auf zwei Fahrbahnen reduziert. Auf der 7th St. Bridge wurden zwei Fahrspuren eingerichtet, die an den Enden der Brücke um eine Linksabbiegespur erweitert werden. Die 9th St. Bridge (Rachel Carson Bridge) wird nach der Renovierung ebenso angelegt sein.
Jede Brücke hat zwei stählerne, als Torbogen gestaltete 23 m hohe Pylone. Die aus einer Reihe von Augenstäben bestehenden Tragketten haben abwechselnd 8 und 9 parallele Augenstäbe. Auch die jeweils doppelten Hänger sind dünne Augenstäbe. Die Tragketten sind an den Fahrbahnträgern verankert, die die von ihnen verursachten Zugkräfte aufnehmen. Sie bestehen daher jeweils aus zwei großen Vollwandträgern, die über die ganze Länge der Brücke durchlaufen, und mehreren Längs- und Querträgern.
Die drei Brücken sind in Anlehnung an den goldenen Streifen in der Flagge von Pittsburg in einem leuchtenden Goldgelb gestrichen, das örtlich meist als Aztec Gold bezeichnet wird.
Die 7th St. Bridge (Andy Warhol Bridge) ist mit 323,4 m (1061 ft) die längste Brücke, die beiden anderen sind mit 303,3 m (995,1 ft) etwas kürzer.
Die Pfeilerachsabstände der 7th St. Bridge sind 22,2 + 67,4 + 135,0 + 67,4 + 12,8 + 18,7 m (72,8 + 221,12 + 442,8 + 221,12 + 41,95 + 61,45 ft), von Süden nach Norden gezählt. Die beiden anderen Brücken haben Pfeilerachsabstände von 22,9 + 65,5 + 131,1 + 65,5 + 18,3 m (75,1 + 215,0 + 430,0 + 215,0 + 60,0 ft).

## Geschichte

### Vorläuferbrücken
Die erste Brücke über den Allegheny war die 1819 eröffnete hölzerne St. Clair Bridge an der Sixth Street. Eine weitere Brücke wurde 1840 an der Hand Street, der späteren Ninth Street, eröffnet.
Nachdem John A. Roebling 1845 weiter flussaufwärts mit dem Allegheny-Aquädukt seine erste Hängebrücke gebaut hatte, erhielt er auch den Auftrag für die zweite St. Clair Bridge, eine zwischen 1857 und 1859 gebaute Hängebrücke, auf der ab den 1870er Jahren auch eine Pferdeeisenbahn verkehrte.
An der Seventh Street wurde 1884 eine weitere Brücke eröffnet, eine von Gustav Lindenthal entworfene Fachwerk-Zügelgurtbrücke.
Die zweite Ninth Street Bridge wurde 1890 eröffnet, eine schmiedeeiserne und stählerne Pratt-Fachwerkbrücke.
Roeblings Hängebrücke war zu der Zeit dem Verkehr nicht mehr gewachsen, obwohl sie kaum Korrosionserscheinungen hatte. Sie wurde deshalb 1892 durch eine Brücke mit zwei großen Parabelträgern ersetzt.

### Geschichte der Three Sisters
Nachdem sich Industrie und Schifffahrt in Pittsburgh stark entwickelt hatten, wurde 1899 ein River and Harbor Act erlassen, der das Kriegsministerium ermächtigte, Brücken als gesetzwidrig einzustufen, die die Schifffahrt behinderten. Es folgten jahrelange Diskussionen zwischen dem Ministerium und dem Allegheny County, dem mittlerweile fast alle dortigen Brücken über den Fluss gehörten. Schließlich wurden 1917 die erforderlichen Durchfahrtshöhen endgültig festgelegt, aber der Erste Weltkrieg sorgte für einen Aufschub der weiteren Maßnahmen. Ungelöste Finanzierungsprobleme führten ebenfalls zu Verzögerungen der vom Kriegsministerium immer dringender verlangten Neubauten. Verschiedene Entwürfe von Fachwerkbrücken wurden vorgelegt, scheiterten aber am Votum der neuen Art Commission (Kunstkommission). Die Lösung schienen Hängebrücken zu sein, aber für die Verankerung der Tragseile fehlte der Platz und auch der geeignete Untergrund.

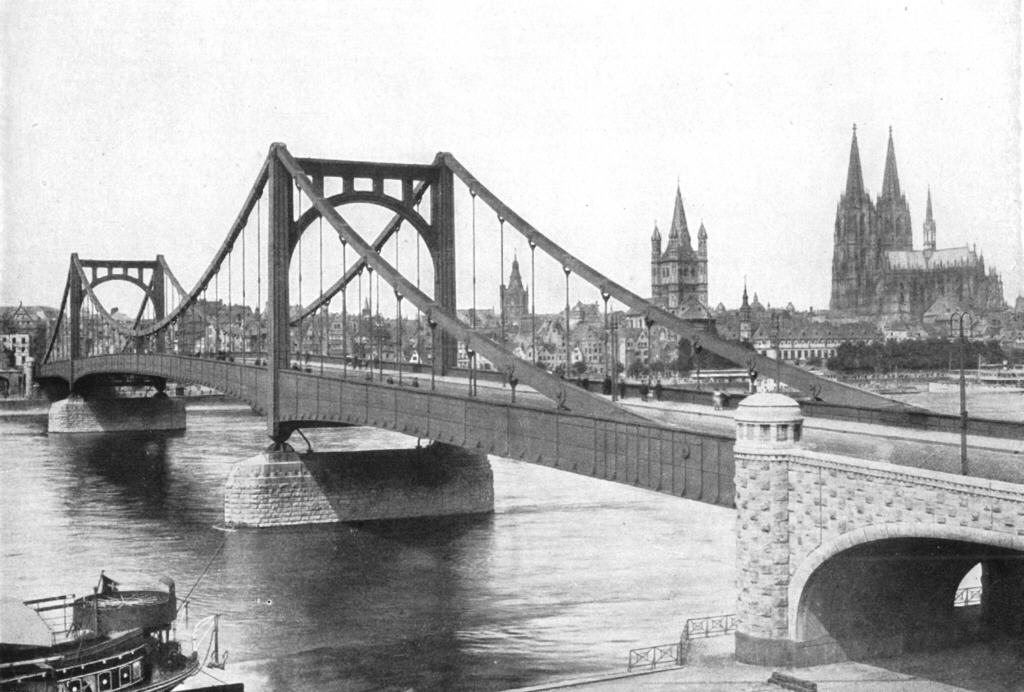
Das Vorbild, die Deutzer Brücke

Zu dieser Zeit erschienen die ersten Nachrichten von der selbstverankerten Deutzer Brücke, die 1915 in Köln eröffnet wurde, und bald darauf wurde sie von dem renommierten Brückenbauer David B. Steinman in einem Buch für den US-Markt näher beschrieben. Das Department of Public Works nahm am Ende der Diskussionen die Deutzer Brücke zum Vorbild und fertigte auf dieser Basis weitgehend gleiche Entwürfe für alle drei Brücken.
Die Arbeiten begannen im September 1924 an der Seventh Street mit dem Abbruch der Vorgängerbrücke. Der Bau der neuen Brücke begann im Juli 1925. Kurze Zeit später wurde auch mit dem Bau der Ninth Street Bridge begonnen. Die American Bridge Company hatte ein besonderes Verfahren entwickelt, um die Fahrrinne für die Schiffe offenzuhalten: zunächst wurden die Pylone und die Träger über die Seitenöffnungen gebaut. Anschließend wurde die Hauptöffnung mit Hilfe temporärer Fachwerkträger im Freivorbau geschlossen.
Die Seventh Street Bridge wurde am 17. Juni 1926 eröffnet und die Ninth Street am 26. November 1926. Die Arbeiten an der Sixth Street Bridge begannen Ende 1926 und wurden am 19. Oktober 1928 abgeschlossen.
1986 wurden die Three Sisters in das National Register of Historic Places und 1999 in den Historic American Engineering Record aufgenommen.